# ポールトゥウィン (企業)
ポールトゥウィン株式会社（英: Pole To Win, Inc.）は、愛知県名古屋市千種区に本社を置き、主にゲームデバッグやソフトウェア第三者検証、モニタリング、カスタマーサポートなどを行う日本の企業。
ポールトゥウィンホールディングス株式会社の完全子会社。
コンピュータエンターテインメント協会・GFF正会員。

## 概要
1994年、日本初のゲームデバッグ専門企業として設立。2009年8月に米国現地法人「Pole To Win America, Inc」を設立し、北米へ進出。2010年3月には、ゲームのチューニングなどを行う株式会社猿楽庁の全株式をエンターブレインから取得し完全子会社化した。
主な業務は、ゲームデバッグ・ソフトウェア第三社検証・モニタリング・カスタマーサポートなど、企画立案からリリース後の運営・改善までの「サービス・ライフサイクル」工程におけるサポートを提供している。海外グループ会社との連携により、グローバルな対応も積極的に行う。

## 沿革
- 1994年（平成6年）1月20日 - 「有限会社ポールトゥウィン」として設立。
- 1997年（平成9年）10月 - 「ポールトゥウィン株式会社」を設立。
- 2005年（平成17年）7月 - 株式会社第一書林および株式会社第一総合研究所の全株式を取得し子会社化。
- 2009年（平成21年）
  - 2月2日 - ピットクルー株式会社との共同株式移転方式により純粋持株会社のペイサー株式会社（後のポールトゥウィン・ピットクルーホールディングス株式会社、現・ポールトゥウィンホールディングス株式会社）を設立。
  - 4月1日 - 米国マイクロソフト社よりXbox 360認定テストベンダーの認定を受ける。
- 2010年（平成22年）3月 - 株式会社エンターブレインより株式会社猿楽庁の全株式を取得し子会社化。
- 2012年（平成24年）
  - 7月6日 - 株式会社ウィンライトが新設分割により設立したポールトゥウィンネットワークス株式会社および同社の子会社であるWinlight Singapore Contents Management Pte. Ltd.（現・Pole To Win Asia Pte. Ltd.）の全株式を取得し子会社化[5]。
  - 9月7日 - 看護師紹介事業を営むIMAid株式会社を設立[6]。
  - 9月21日 - 米国e4e社よりゲームデバッグ、ユーザーサポートおよびローカライズを行う子会社e4e Business Solutions USA,LLC（後のPole To Win America Hunt Valley, Inc.）、e4e Business Solution（Europe）Limited（現・Pole To Win Europe Glasgow, Ltd.）、e4e Tech Support（India）Private Limited（現・Pole To Win India Private Limited）の3社を子会社化[7]。
- 2013年（平成25年）
  - 2月1日
    - Pole To Win Europe Ltd.を設立しPole To Win America, Incの欧州支店の事業を譲受け[8]。
    - 子会社の株式会社第一書林における出版事業を新設分割し、Palabra株式会社に商号変更。新設会社の商号を株式会社第一書林とする[9]。

  - 3月1日 - ポールトゥウィン・ピットクルーホールディングスが新たに設立した中間持株会社のペイサー株式会社に子会社4社（株式会社第一総合研究所、株式会社第一書林、IMAid株式会社、Palabra株式会社）の株式を譲渡[10]。
  - 4月1日 - 子会社のPole To Win America, Incが同じく子会社のPole To Win America Hunt Valley, Inc.を吸収合併[11]。
  - 5月1日 - 子会社のPole To Win Europe Ltd.が同じく子会社のPole To Win Europe Glasgow, Ltd.を子会社化。Pole To Win Europe Glasgow, Ltd.はPole To Win Europe Ltd.に全事業を譲渡したのち解散予定[12]。
  - 7月1日 - 新宿スタジオを開設。
  - 11月 - 品川スタジオ、名駅スタジオを開設。
  - 12月20日 - Pole To Win Korea Co., Ltd.を設立[13]。
- 2014年（平成26年）
  - 1月30日 - ペイサー株式会社より株式会社第一総合研究所の全株式を取得し子会社化[14]。
  - 3月31日 - 株式会社第一総合研究所を吸収合併[14]。
- 2015年（平成27年）1月22日 - 株式会社キュービストを完全子会社化[15]。
- 2016年（平成28年）
  - 1月5日 - 在外子会社を統括する中間持株会社としてPole To Win International Limitedを設立[16]。後にポールトゥウィン・ピットクルーホールディングス株式会社へ株式を現物配当。
  - 3月31日 - エンタライズ株式会社を完全子会社化[17]。
- 2019年（令和元年）5月1日 - 子会社の株式会社猿楽庁を吸収合併[18]。
- 2020年（令和2年）2月1日 - 子会社のポールトゥウィンネットワークス株式会社を吸収合併[19]。
- 2021年（令和3年）2月1日 - 株式会社CRESTに猿楽庁事業を譲渡[20][21]。
- 2022年（令和4年）
  - 1月21日 - 株式会社Ninjastarsの株式のうち70%を取得し子会社化[22][23]。
  - 2月1日 - ポールトゥウィン・ピットクルーホールディングス株式会社傘下のピットクルー株式会社および株式会社クアーズを吸収合併[3]。
  - 5月1日 - ポールトゥウィンホールディングス株式会社傘下の株式会社第一書林を吸収合併[24]。
  - 9月 - 名古屋市名東区より現在地に本社を移転[1]。